# Morte de Philando Castile

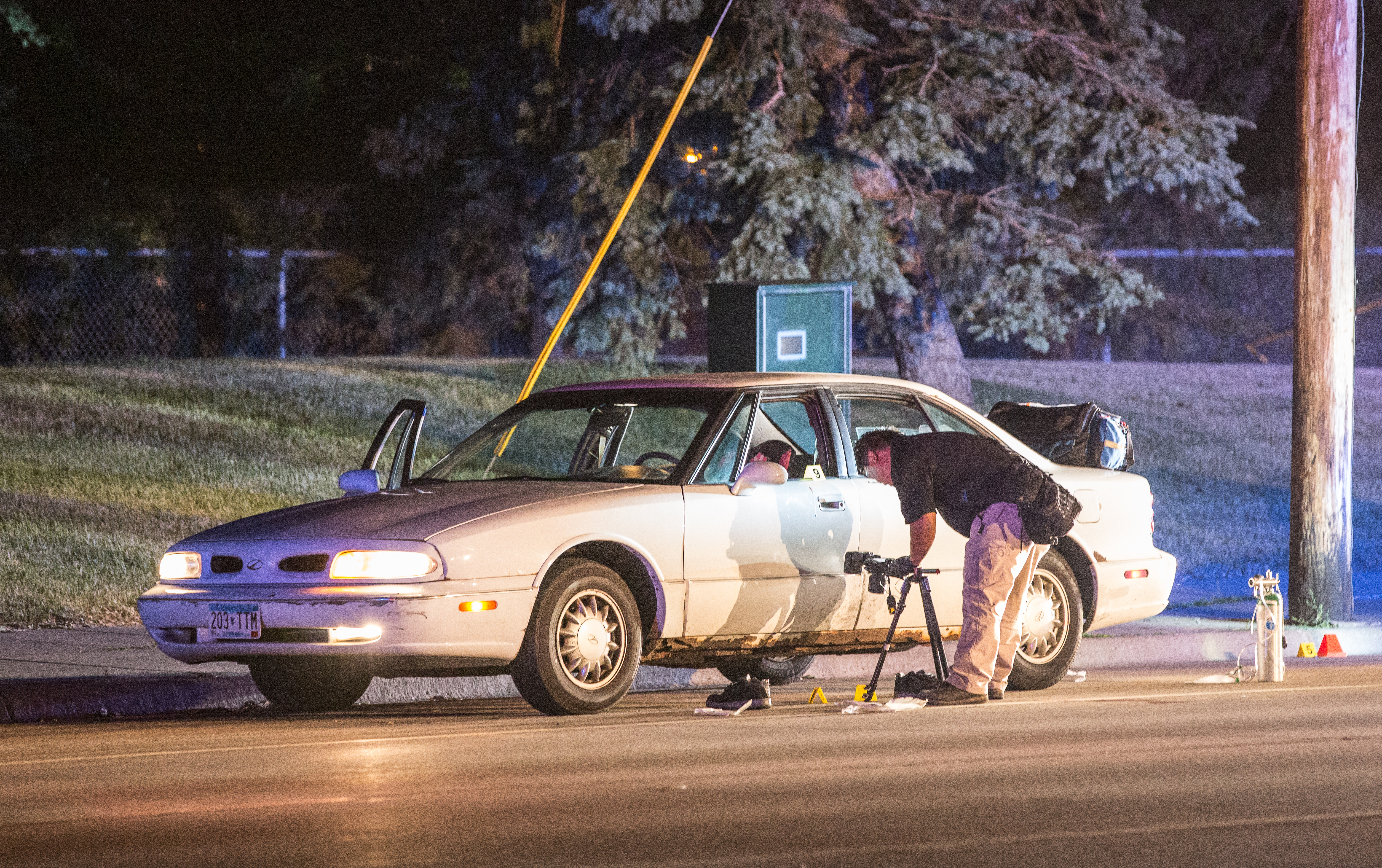
Investigadores criminais avaliando a cena da morte

Em 6 de julho de 2016, Philando Castile foi mortalmente baleado por Jeronimo Yanez, um policial de ascendência latina, depois de ser parado para blitz em Falcon Heights, no estado de Minnesota. Casteile estava dirigindo um carro com sua namorada, Diamond Reynolds, e a filha de 4 anos dela, quando foi ordenado a parar o carro, por Yanez e outro oficial. De acordo com Reynolds, depois de ser solicitado o seu licença e registro, Castile disse ao policial que tinha licença para portar arma oculta, e que uma estava no carro. Reynolds afirmou: "O oficial disse 'não se mova'. Enquanto levantava suas mãos novamente, o policial atirou no braço dele quatro ou cinco vezes."

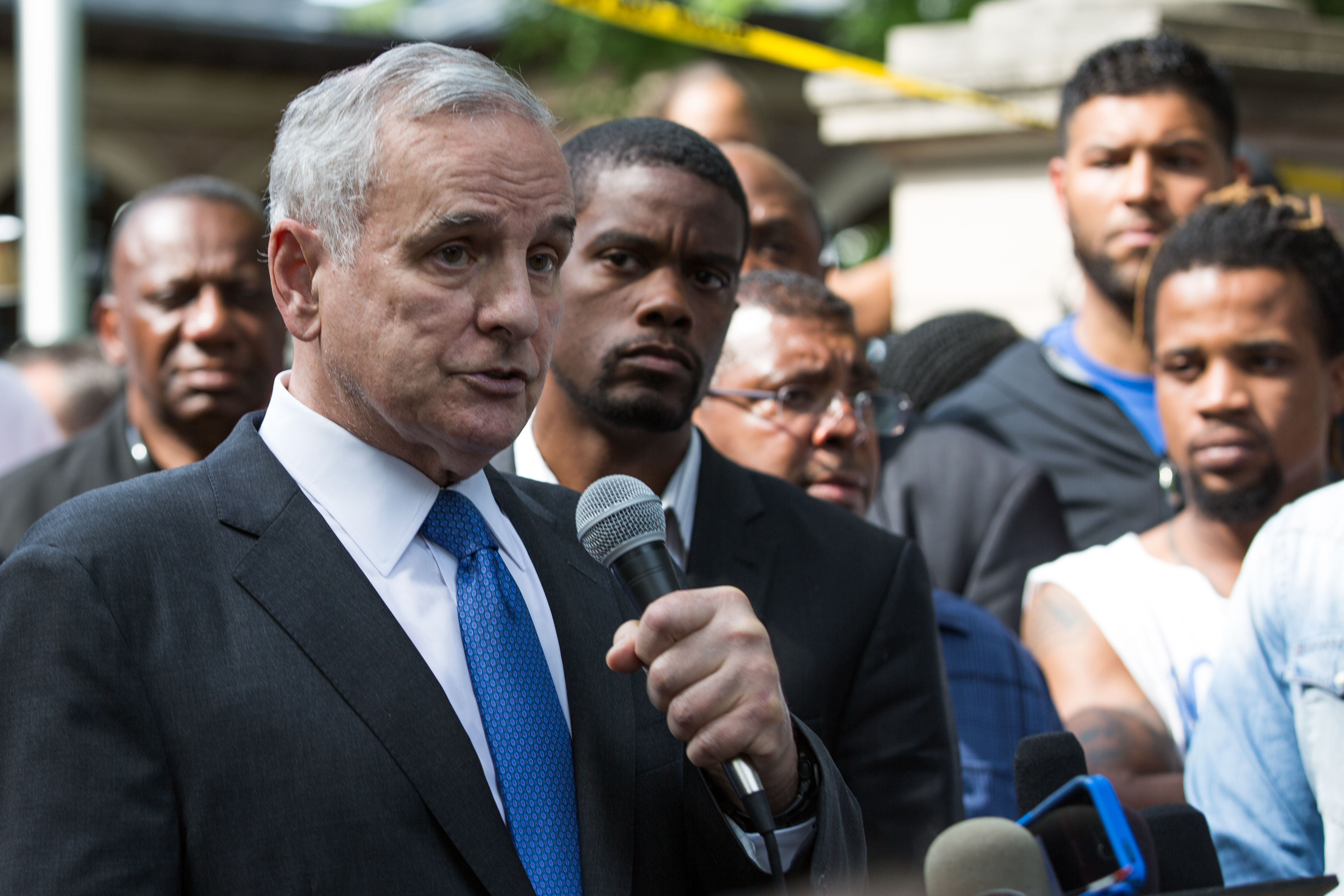
Governador de Minnesota Mark Dayton, falando em frente à sua residência na região do acontecido.

Após cinco dias de deliberação, Yanez foi absolvido de todas as acusações em um julgamento por júri em 16 de junho de 2017. Após o veredito, mesmo tendo sido declarado inocente, Yanez foi demitido pela cidade de Santo Antônio. Processos de morte por negligência contra a cidade movidos por Reynolds e a família de Castile foram resolvidos por um total de US$ 3,8 milhões.
O governador de Minnesota, Mark Dayton disse que tinha pedido uma investigação independente do Departamento de Justiça dos EUA, e tinha falado com a Chefe da Casa Branca Denis McDonough sobre o assunto. Dayton, também comentou: "isso teria acontecido se os passageiros fossem brancos? Eu não acho que teria." Ele prometeu "fazer tudo em meu poder para ajudar a proteger a integridade" da investigação do estado correndo paralelamente, "para assegurar um adequado e justo resultado para todos os envolvidos".